# Ernesto H. Velasco
José Ernesto Velasco Torres, conocido como Ernesto H. Velasco, fue un electricista y líder sindical durante el periodo inicial de la Revolución Mexicana. 
Nació en Guadalajara, Jalisco, el 21 de diciembre de 1872, siendo sus padres Esteban Velasco y Fermina Torres.
El 14 de diciembre de 1914, se realizó la primera asamblea de lo que después sería el Sindicato Mexicano de Electricistas. La asamblea eligió a Luis R. Ochoa como secretario general y a Ernesto Velasco como secretario del interior. Velasco fue secretario general en la segunda huelga del sindicato, el 13 de agosto de 1915. Pablo González Garza, comandante militar de la Ciudad de México, intervino ofreciendo pagar temporalmente los aumentos de salarios mientras se investigaban las finanzas de la empresa, lo que impulsó a la empresa a otorgar aumentos y terminar la huelga ese mismo día.
En julio de 1916 él es uno de los organizadores de la huelga general de 1916, en la que cerca de 86,000 obreros suspendieron sus labores poniendo en serio peligro la estabilidad del gobierno. Ernesto fue juzgado por un tribunal militar que lo absolvió. Benjamín Hill ordenó un segundo consejo de guerra donde fue condenado a muerte por el delito de conspiración contra los poderes públicos. Venustiano Carranza le conmutó la sentencia a 20 años de prisión. Más, después de un año y medio, en febrero de 1918 fue dejado en libertad.
Falleció en la Ciudad de México el 22 de junio de 1942. Fue sepultado en el Panteón Americano.